# Colt 1851 Navy
Colt Revolving Belt Pistol или Navy Pistol, иногда ошибочно называемый Colt Revolving Belt Pistol of Naval Caliber (калибра .36), позже известный Colt 1851 Navy или Navy Revolver — капсюльный револьвер разработанный Сэмюэлем Кольтом в период с 1847 по 1850 года. Сначала Кольт назвал этот револьвер модель Ranger, но быстро за ним закрепилось название Navy. Он выпускался до 1873 года когда Colt’s Manufacturing Company перешла на производство револьверов с металлическими патронами. Общее количество произведённых в Хартфорде составило 215348 штук, кроме этого около 42000 штук в лондонском Арсенале, уступив лишь модели Colt Pocket en:Colt Pocket Percussion Revolvers, которая производилась параллельно.

## Описание и характеристики
Кавалерийские револьверы 44 калибра Colt Dragoon и Colt Walker, разработанные для Техасских рейнджеров, имели значительный вес в 1,9 и 2,0 кг, и предназначались для ношения в кобуре на седле, а не на поясе. Новый револьвер 36 калибра был значительно мощнее карманных револьверов Colt Pocket en:Colt Pocket Percussion Revolvers 31 калибра и весил 1,2 кг. Изначально названный New size Ranger revolver (Револьвер Рейнджер нового размера) , он быстро получил народное имя Navy, из-за нанесённого на барабан рисунка, изображающего морское сражение при Кампече en:Naval Battle of Campeche, в котором объединённая эскадра Республики Техас и Республики Юкатан нанесла поражение мексиканскому флоту. Одним из заказчиков револьверов Colt Paterson был техасский флот, это был первый большой успех Кольта в торговле оружием; поэтому гравировка с морской сценой стала жестом благодарности со стороны Кольта. Гравировку сделал Уотерман Ормсби. В целом Navy был увеличенной версией револьвера 31 калибра Colt Pocket, которая развилась из ранней модели Baby Dragoon. Как видно из заводского наименования револьвера Colt Revolving Belt Pistol (Револьверный поясной пистолет Кольта), он был приспособлен для ношения в поясной кобуре. Револьвер стал очень популярным в Северной Америке во время экспансии на Запад. Кольт проводил агрессивную рекламу своих револьверов Navy и других моделей в Европе, Азии и Африке. Colt Navy 1851, как и многие револьверы Кольта, шестизарядный.
Длина ствола револьвера Colt Navy 1851 190 мм (7,5 дюйма). Круглая свинцовая пуля 36 калибра (диаметром 375-380 дюйма) имела вес 5,1 г. и достигала скорости 304 м/с. По мощности её можно сравнить с пулей современного патрона калибра .380. Как и все револьверы Кольта, Colt Navy был рассчитан также на стрельбу более тяжëлыми, конусными пулями, но круглые стали более распространёнными. Для ускорения заряжания, иногда использовались вставляющиеся в барабан спереди бумажные патроны, в которых порох и пуля были обёрнуты металлической фольгой (в начале) или легковоспламеняющейся бумагой (времена Гражданской войны), заряды воспламенялись капсюлем, который надевали на брандтрубки в задней части барабана.
Небольшое количество револьверов Navy было выпущено под калибр 34. Другой моделью револьвера Colt Navy 1851, является модель под калибр 40, около 5 штук было произведено в 1858 для тестирования в военно-морском бюро вооружений США.
Прицельные приспособления состоят из конической латунной мушки которая впрессована в переднюю часть ствола и целика на курке, как у большинства капсюльных револьверов Кольта. Несмотря на неудобное расположение целика, эти револьверы и их современные реплики обычно достаточно точны.

## Конверсионный Colt 1851 Navy
Первым револьвером Кольта под металлический патрон стал Thuer—Conversion Model, который не нуждался в барабане с цилиндрическими каморами, чтобы не нарушать патент Роллина Уайта. Было переделано небольшое количество (примерно 1000-1500) револьверов Model 1851 Navy. Они использовали фронтальное заряжение, а патроны были слегка конусообразными, чтобы подходить под каморы барабана, которые также были сделаны конусообразными.
После окончания действия патента Роллина Уайта (3 апреля 1869), револьверы Кольт 1851 (и 1861 Navy) были переработаны под новый патрон калибра .38 с кольцевым или центральным воспламенением, эти револьверы имели название "Colt Model 1851 Richards—Mason Conversion" и были переработаны на фабрике Кольта.

## Использование
Известными владельцами револьверов "Navy" были Дикий Билл Хикок, Джон Генри "Док" Холлидей, Ричард Фрэнсис Бертон, Нед Келли, Булли Хэйс, Ричард Г. Бартер, Роберт Эдвард Ли, Натан Б. Форрест, Джон О'Нил, Фрэнк Гардинер, Всадники Квантрилла, Джон Коффи "Джек" Хэйс, "Бигфут" Уоллес, Бен Маккалох, Эддисон Джиллеспи, Джон "Рип" Форд, "Sul" Росс и большинство Техасских Рейнджеров преимущественно во время Гражданской войны и вымышленный персонаж Рустер Когбурн. Его продолжали использовать и после того как появилось много револьверов под современные патроны.
Канадские модели Кольт 1851 (сделаны в Лондоне) имеют штамп на деревянной ручке "вверх ногами" с буквами U_C (для Верхней Канады (Upper Canada), Онтарио, Канада) или L_C (для Нижней Канады (Lower Canada), Квебек, Канада), литерный код подразделения и цифровой код оружия в этом подразделении дублировали друг друга.
Широко применялся войсками коалиции в рамках Крымской войны.
Османская империя использовала револьвер во время Русско-турецкой войны 1877-78 даже несмотря на то, что он сильно устарел по сравнению с российским револьвером Smith&Wesson Model 3.

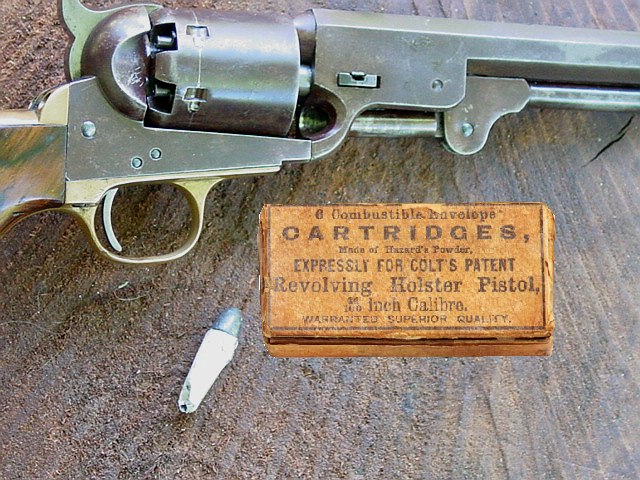
патроны из горючей бумаги; шесть в коробке
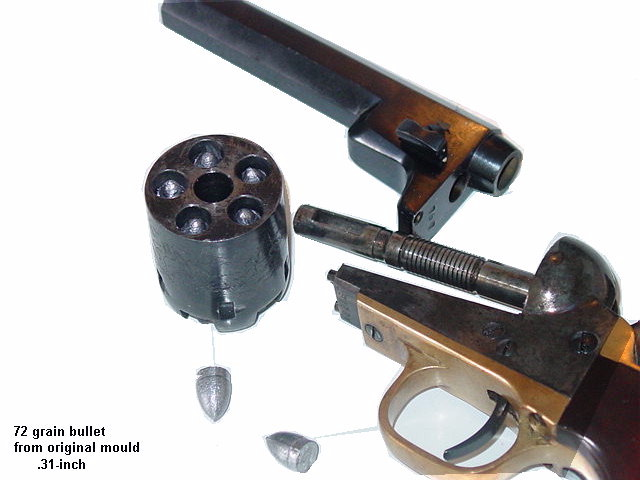
Разобранный револьвер Colt Pocket
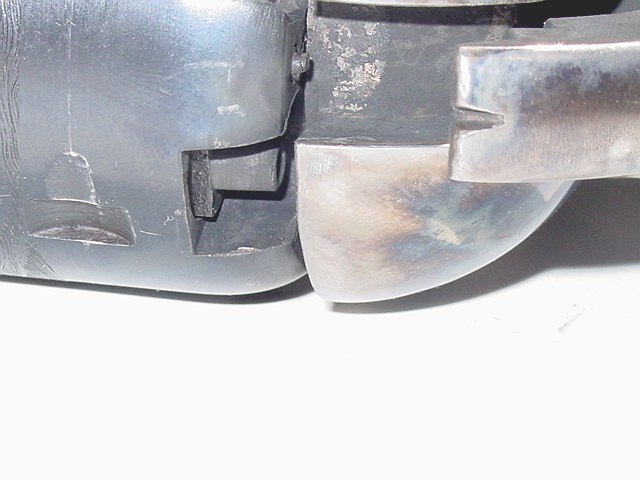
Предохранительный штырёк между каморами барабана
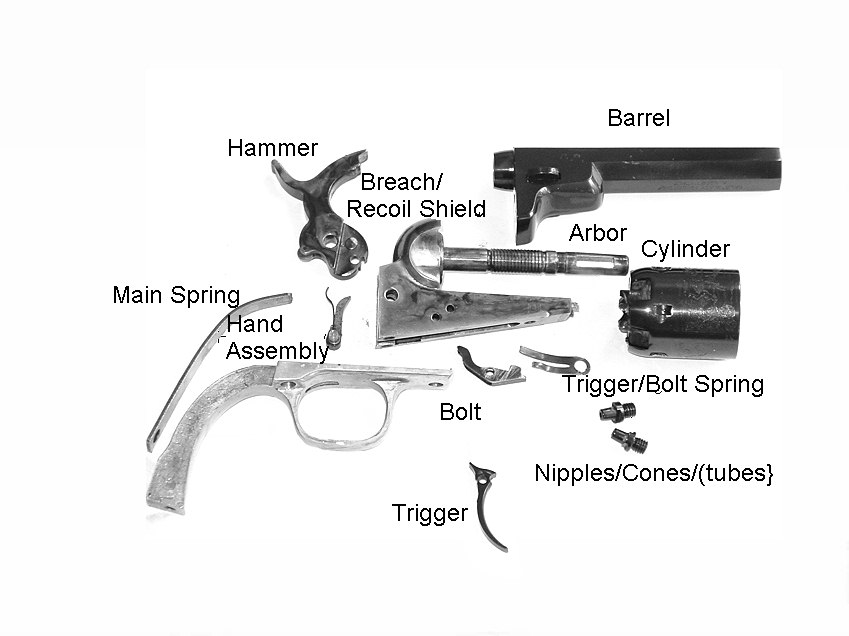
Разобранный револьвер Colt Baby Dragoon
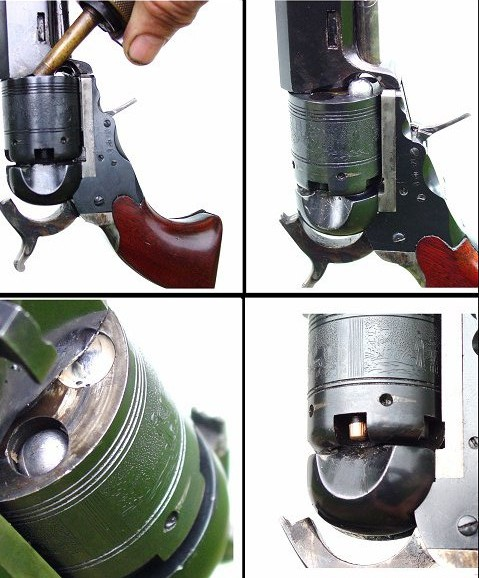
Процесс зарядки ударного револьвера
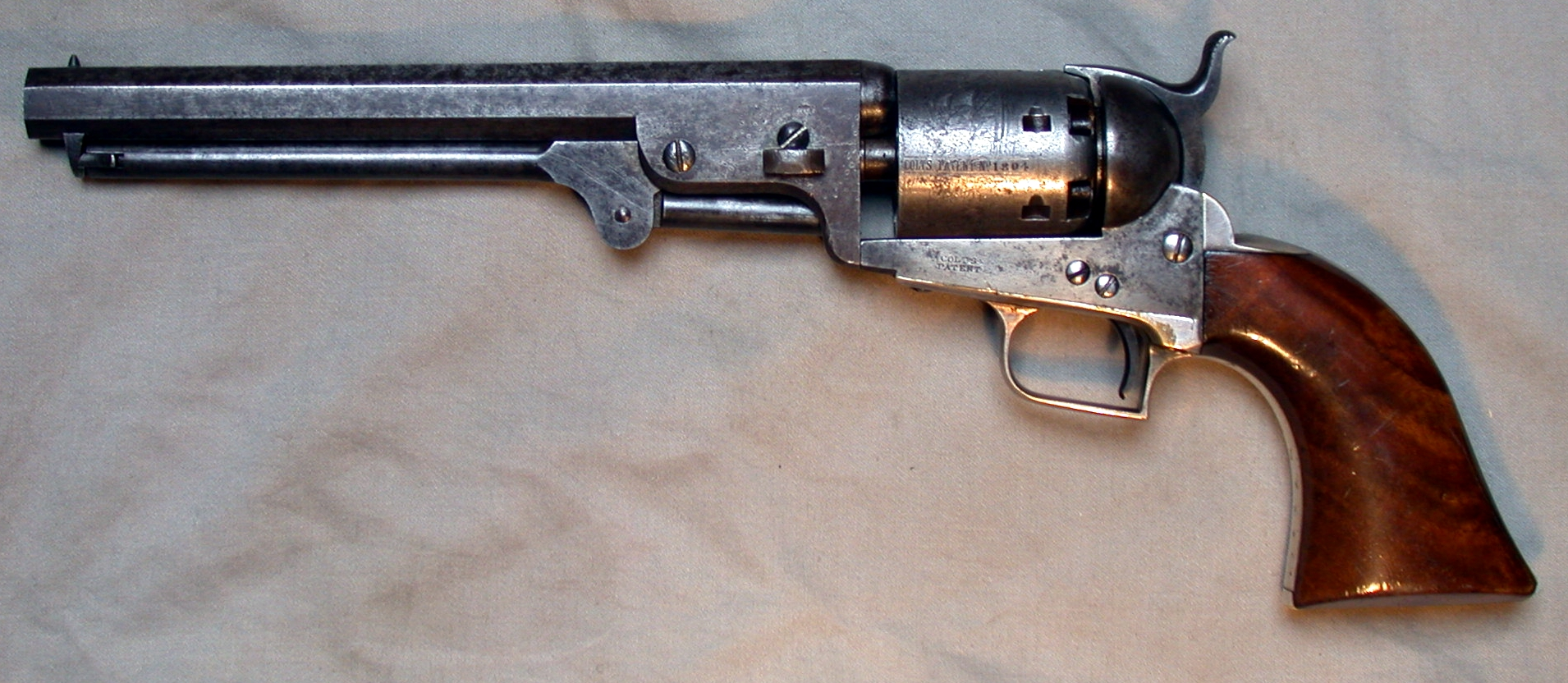
Ранний Colt Navy Mod 1851, Вторая Модель с квадратной спусковой скобой
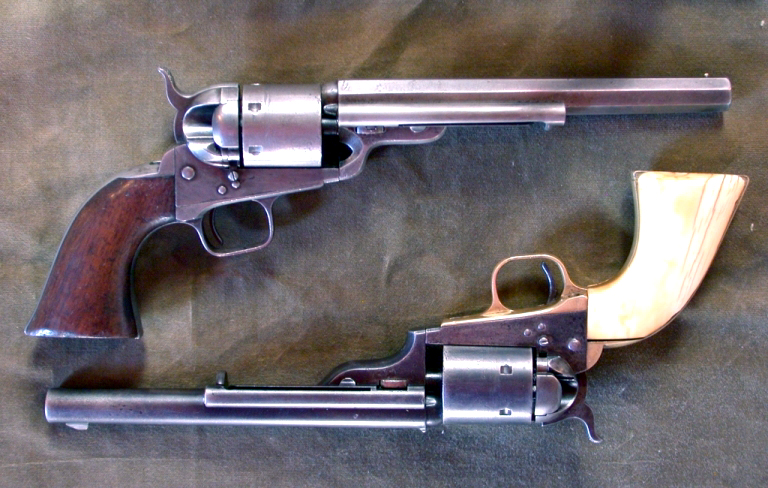
Сверху: Navy 51 .38 Conversion снизу: Colt Open Top 1872